# Sighiștel
Sighiștel – wieś w Rumunii, w okręgu Bihor, w gminie Câmpani. W 2011 roku liczyła 318 mieszkańców.